# Harald Fleetwood (riksheraldiker)
Harald Gustaf Fleetwood, född den 22 juli 1879 i Göteborgs Kristine församling, död 5 augusti 1960 i Saltsjöbadens församling i Stockholms län, var en svensk friherre och riksheraldiker 1931–1953. Dessförinnan anställd som sekreterare i riksheraldikerämbetet. Han grundade tillsammans med Einar Kedja Heraldiska samfundet 1941 i Stockholm (återupplivat 1992).
Intresset för heraldik och genealogi fick han med sig hemifrån. Hans far Harder Georg Fleetwood, som var grosshandlare i Göteborg, var släktforskare, känd under signaturen Martlet (efter de svalor, martlets på engelska, som finns i den engelskättade släkten Fleetwoods vapen). Fadern var son till försäkringsmannen Harald Fleetwood. Modern Amalia var dotter till biskop Gustaf Daniel Björck. Brodern Georg Fleetwood var museiman och brodern Carl-Mårten Fleetwood var landskamrerare.
Fleetwood blev efter studentexamen i Göteborg 1901 amanuens vid Kulturhistoriska museet i Lund 1903-1906 varefter han fortsatte sina studier vid högskolan i Köln 1906-1907. Fleetwood var sekreterare vid Kungliga teatern 1910-19, anställd vid riksheraldikerämbetet från 1910, kammarjunkare 1914, extraordinarie amanuens i Riksarkivet från 1914, förste amanuens 1922, blev kammarherre samma år, vice ceremonimästare 1924, ceremonimästare 1930 och 1931 riksheraldiker. 1933 blev Fleetwood ledamot av Kungliga Samfundet för utgivande av handskrifter rörande Skandinaviens historia.
Fleetwood var medlem av Concordia Catholica och begravdes 13 augusti 1960 på Katolska kyrkogården i Stockholm.

## Tryckta skrifter
Se C.G.U. Scheffer, Riksheraldikern friherre Harald Fleetwoods tryckta skrifter i: Heraldisk Tidsskrift 1960.
- Fleetwood, Harald (1917). Handbok i svensk heraldik. Stockholm: Norstedt. Libris 416739

## Utmärkelser

### Svenska utmärkelser
- Konung Gustaf V:s jubileumsminnestecken med anledning av 90-årsdagen, 1948.[9]
- Konung Gustaf V:s jubileumsminnestecken med anledning av 70-årsdagen, 1928.[10]
- Kommendör av första klassen av Nordstjärneorden, 8 september 1939.[11]
- Riddare av Nordstjärneorden, 1928.[12]
- Riddare av första klassen av Vasaorden, 1923.[13]
- Rättsriddare av Johanniterorden i Sverige, tidigast 1921 och senast 1925.[5][14]

### Utländska utmärkelser
- Riddare av Malteserorden, tidigast 1935 och senast 1940.[15][16]
- Riddare av Preussiska Johanniterorden, tidigast 1918 och senast 1921.[14][17]
- Storofficer av Belgiska Kronorden, tidigast 1931 och senast 1935.[10][15]
- Kommendör av första graden av Danska Dannebrogorden, tidigast 1935 och senast 1940.[15][16]
- Kommendör av andra graden av Danska Dannebrogorden, tidigast 1921 och senast 1925.[5][14]
- Kommendör av första klassen av Finlands Vita Ros’ orden, tidigast 1935 och senast 1940.[15][16]
- Kommendör med stjärna av Norska Sankt Olavs orden, tidigast 1935 och senast 1940.[15][16]
- Kommendör av Påvliga Sankt Gregorius den stores orden, tidigast 1947 och senast 1950.[9][18]
- Kommendör av Belgiska Leopold II:s orden, tidigast 1925 och senast 1928.[5][19]
- Kommendör av andra klassen av Spanska Civilförtjänstorden, tidigast 1928 och senast 1931.[10][19]
- Officer av Franska Hederslegionen, tidigast 1931 och senast 1935.[10][15]